# هربرت لوسون
هربرت لوسون (بالإنجليزية: Herbert Lawson)‏ (12 أبريل 1905 بلوتن في المملكة المتحدة - 1987) هو لاعب كرة قدم بريطاني (وحمل سابقاً جنسية المملكة المتحدة لبريطانيا العظمى وأيرلندا) في مركز الهجوم. لعب مع نادي أرسنال ونادي برينتفورد ونادي لوتون تاون.